# Portugal Open 2013
Die Portugal Open 2013 waren ein Tennisturnier in Portugal. Sie fanden vom 27. April bis 5. Mai 2013 in der Sandplatz-Tennisanlage des Complexo Desportivo do Jamor in Oeiras statt.
Das Turnier war sowohl Teil der männlichen ATP World Tour 2013 als auch der weiblichen WTA Tour 2013.
Im Herreneinzel sagte Juan Martín del Potro, der Gewinner der letzten beiden Jahre, seine Teilnahme unmittelbar vor Turnierbeginn wegen eines Magenviruses ab.

## Herrenturnier
→ Qualifikation: Portugal Open 2013/Herren/Qualifikation

## Damenturnier
→ Qualifikation: Portugal Open 2013/Damen/Qualifikation